# Государственная архивная служба Украины
Государственная архивная служба Украины (сокращенно Укрдержархив) — центральный орган исполнительной власти, деятельность которого обеспечивает реализацию государственной политики в сфере архивного дела, делопроизводства и создания и функционирования государственной системы страхового фонда документации, а также межотраслевую координацию по вопросам, принадлежащим к её компетенции.
Образована в соответствии с Указом Президента Украины от 9 декабря 2010 г. № 1085/2010 «Об оптимизации системы центральных органов исполнительной власти». Является правопреемником Государственного комитета архивов Украины.
Председатель Государственной архивной службы — Хромов А. В.

## История
- Библиотечно-архивный отдел Департамента искусств Генерального секретарства дел образовательных (сентябрь 1917 — январь 1918)
- Библиотечно-архивный отдел Народного министерства образования УНР (январь 1918 — апрель 1918)
- Архивно-библиотечный отдел Главного управления по делам искусств и национальной культуры Министерства народного образования (апрель 1918 — февраль 1919)
- Архивно-библиотечная секция Всеукраинского комитета охраны памятников искусства и старины (февраль-июль 1919)
- Главное архивное управление Внешкольного отдела Народного комиссариата просвещения УССР (июль 1919—1920)
- Архивная секция Всеукраинского комитета охраны памятников искусства и старины (1920—1921)
- Главное архивное управление при Народном комиссариате просвещения (Главархив УССР) (1921—1923)
- Центральное архивное управление при Всеукраинском исполнительном комитете (Укрцентрархив) (1923—1938)
- Архивное управление Народного комиссариата внутренних дел СССР (1938—1940)
- Архивный отдел Народного комиссариата внутренних дел (июнь 1941)
- Управление государственными архивами Народного комиссариата внутренних дел СССР (1947—1960)
- Архивное управление при Совете Министров СССР (1960—1974)
- Главное архивное управление при Совете Министров СССР (1974—1991)
- Главное архивное управление при Кабинете Министров Украины (1992—1999)
- Главное архивное управление Украины (март-декабрь 1999)
- Государственный комитет архивов Украины (1999—2010)
- Государственная архивная служба Украины (с декабря 2010)

## Критика
В 2008 году доктор исторических наук Виктор Кондрашин отметил со ссылкой на письмо руководителя Федерального архивного агентства Владимира Козлова, что опубликованные на сайте Государственного комитета по архивам Украины фотографии о голоде на Украине 1933 года на самом деле были созданы раньше и не на Украине:

Так вот, на этом сайте выставлены фотодокументы голода в Украине 33-го года. И вот, пожалуйста, дана экспертная оценка, что вот эти документы датированы 1921 годом, место съемки — Поволжье, а на сайте и на выставке эти фотодокументы проходят как голодомор 32-33гг. на Черкащине. Я вот покажу — вот, пожалуйста, эта фотография на выставке — фотография голодных детей Украины в 33-м году, а в действительности это голодные дети Поволжья 21-го года